# Nature and Organisation
Nature And Organisation  je glasbeni projekt britanskega glasbenika Michaela Cashmora. Glasbo opredeljujejo kot miks med akustično, klasično, neofolk in elektronsko. 

## Pregled
Cashmore je bil član skupine Current 93 od poznih osemdesetih. Sodeloval je z mnogimi glasbeniki, vključno z Davidom Tibetom (Current 93), Douglasem Pearceem (Death in June), Stevenom Stapletonom, Antonyjem Hegartyjem, Marcom Almondem in Rosem McDowallem. Cashmore je napisal večino glasbe za Current 93 po razhodu z Douglasem Pearcem v devetdesetih letih. 
Po dolgem mrku po 1998 ni bilo jasno, če Nature And Organisation še vedno obstajajo, ker uradna spletna stran ni več obstajala. Leta 2006 se je ponovno vrnil v javnost in izdal album Sleep England z vokalistom Marcom Alondom. 

## Diskografija

### Albumi
| Leto | Naslov                                                            | Format, posebne opombe                        |
| ---- | ----------------------------------------------------------------- | --------------------------------------------- |
| 1986 | Third Terminal Position                                           | Live recordings and early material, cassette. |
| 1994 | A Dozen Summers Against the World                                 | EP, CD 5"                                     |
| 1994 | Beauty Reaps the Blood of Solitude                                | LP, CD                                        |
| 1998 | Death in a Snow Leopard Winter                                    | Incomplete LP.                                |
| 2006 | Michael Cashmore - Sleep England                                  | CD                                            |
| 2007 | Michael Cashmore - The Snow Abides                                | MiniCD                                        |
| 2008 | Marc Almond with Michael Cashmore - Gabriel and The Lunatic Lover | CDEP                                          |

### Kompilacije
| Leto | Naslov                                       | Format, posebne opombe |
| ---- | -------------------------------------------- | ---------------------- |
| 1996 | Terra Serpentes                              | 2xCD                   |
| 1996 | Untitled                                     | CD 5", 2000 copies.    |
| 1998 | Electronic Behaviour Control System Volume 1 | CD                     |